# Церковь Святого Бонифация (Херне)
Церковь Святого Бонифация (нем. St.-Bonifatius-Kirche) — католическая приходская церковь в центре города Херне; после Реформации её здание являлось протестантским храмом — пока не было возвращёно католической общине Святого Дионисия, относящейся к деканату Эмшера архиепархии Падерборна. Колокольня, построенная в 1889 году, является городским памятником архитектуры; основное здание было построено в 1973—1974 годах на месте старой церкви, освященной в 1886 году.

## История и описание

Колокольня старой церкви, возведённая в 1889 году

### Колокольня
С 1851 года католики, впервые после Реформации, стали возвращаться в город Херне: 31 октября 1858 года во временном помещении прошла первая католическая служба. В 1860 году на пожертвования католических жителей в городе была открыта частная католическая школа и создан временный храм; 19 января 1862 года был основан приход Святого Бонифация. В 1870 году на улице Банхофштрассе приходом был приобретен участок земли для будущего храма: закладка первого камня в его основание прошла 22 мая 1873 года, а освящение церкви прошло 8 октября 1886 года; в результате приход стал независимым. На втором этапе строительства, в 1888—1889 годах, была построена колокольня и приходская церковь была окончательно завершена. Архитектором здания являлся Герхард Август Фишер (1833—1906).

### Современное здание
Современный храм Святого Бонифация был построен в 1973—1974 годах на месте старой церкви. Верхняя часть здания используется для служб, а нижняя — выполняет роль общественного центра и места для собраний молодежной организации. Старая церковь была снесена: от неё сохранилась только церковная башня, которая сегодня является памятником архитектуры и «интегрирована» в линию магазинов пешеходной Банхофштрассе. Некоторые предметы интерьера из старой церкви были включены в новое здание, включая «крестный путь» и главный алтарь.